# Лесная улица (Москва)
Лесна́я у́лица (бывший 3-й Белорусский проезд) — улица в Центральном административном округе города Москвы к северу от Садового кольца. Проходит от площади Тверская Застава до Новослободской улицы, где переходит в улицу Палиха.

## Происхождение названия
Название XIX века дано по расположенным здесь тогда лесным складам и рынку, где хранился и продавался лес.

## История

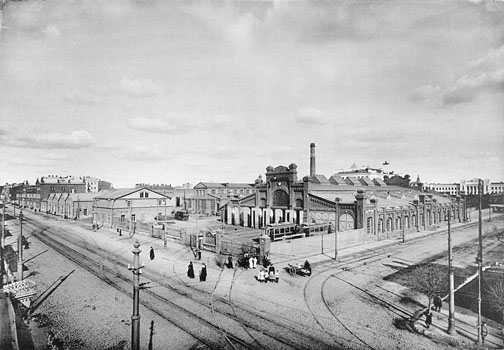
Вид на Лесную улицу в начале 1900-х годов

Улица возникла в начале XIX века, получив название от лесных складов и рынка, которые просуществовали до начала следующего столетия.
В 1873 году было создано депо для конок, позже преобразованное в трамвайное, а ещё позднее — в троллейбусное (сейчас находится по адресу Лесная, 20, ныне там располагается фуд-маркет «Депо»). Пассажирское движение трамваев по улице было открыто только в 1900-х годах.
Помимо Миусского парка на Лесной улице располагается здание клуба им. Зуева, построенное в 1928 по проекту архитектора Ильи Голосова (памятник московского конструктивизма). На углу Лесной и Новослободской находится бизнес-центр «Чайка Плаза», построенный в конце 1990-х и отличающийся нетрадиционными декоративными решениями.
4 августа 1941 года во время очередного авианалёта на Москву в подворотне дома 43 погиб Михаил Савояров, популярный артист-эксцентрик, поэт и композитор Серебряного века.
7 октября 2006 года в подъезде дома 8/12 (где она проживала) была убита Анна Политковская, обозреватель «Новой газеты».
В 2013 году были достроены здания комплекса «Белые Сады», что повысило уровень посещаемости улицы.
В 2019 году на месте 4-го Троллейбусного парка был открыт гастрономический комплекс «Депо Лесная», в основе которого — торговый центр «Депо. Москва».

## Примечательные здания и сооружения

### По нечётной стороне
- № 1/2,  памятник архитектуры (вновь выявленный объект) — дом купца Шерупенкова (1870-е). В 1890-х годах здесь размещалось Миусское городское начальное училище. Связан с именем А. П. Чехова.
- № 5 — бизнес-центр «Белая площадь», скульптурная группа Георгия Франгуляна «Белый город»[1].
- № 7 и № 9 — корпуса А и Б делового комплекса «Белые сады».
- № 43 — доходный дом Московского отделения страхового общества «Россия» (1913—1914, архитектор Ф. Ф. Воскресенский).
- № 55, стр. 1,  памятник архитектуры (федеральный) — доходный дом К. М. Колупаева (1899, архитектор Н. Н. Виноградов; 1903, архитектор В. А. Мазырин). В 1905—1906 гг здесь находился магазин «Оптовая торговля кавказскими фруктами Каландадзе», под прикрытием которого действовала подпольная типография ЦК РСДРП. В настоящее время — музей «Подпольная типография 1905—1906 гг.», филиал Музея современной истории России.

### По чётной стороне
- № 4 — жилой дом. Здесь жили писатель и журналист Ярослав Голованов[2], а также писатель-сатирик Михаил Жванецкий. На нем в 2024 году появилась мемориальная доска в честь 90-летия Жванецкого[3].
- № 6 — административное здание (1998, архитекторы А. Меерсон, Т. Пенская)[4], ныне — отделение банка «ВТБ 24».
- № 8/12 — жилой дом (1934, архитектор Ю. Ф. Дидерихс). В этом доме жила и была убита журналистка и правозащитница Анна Политковская. В рамках гражданской инициативы «Последний адрес» на доме установлен мемориальный знак с именем химика Соломона Абрамовича Рябенького[5], расстрелянного органами НКВД 2 апреля 1938 года[6]. В базе данных правозащитного общества «Мемориал» есть имена 5 жильцов этого дома, расстрелянных в годы террора[7]. Число погибших в лагерях ГУЛАГа не установлено.
- № 18 — Дом культуры имени Зуева, 1928, архитектор И. А. Голосов.
- № 20 — ансамбль Миусского трамвайного депо (1874, 1908—1910, 1930-е, архитекторы Н. К. Жуков, М. Н. Глейнинг, инженеры Н. А. Сытенко, В. Г. Шухов)[8], в 1957—2014 годах здесь располагался 4-й троллейбусный парк имени Щепетильникова, ныне — фуд-маркет «Депо».
- № 22/24 — жилой дом. Здесь жил литературный критик Илья Зильберштейн[9].
- № 30 — офисное здание, 2001, архитекторы А. Бавыкин, Г. Гурьянов, А. Долотов[10].

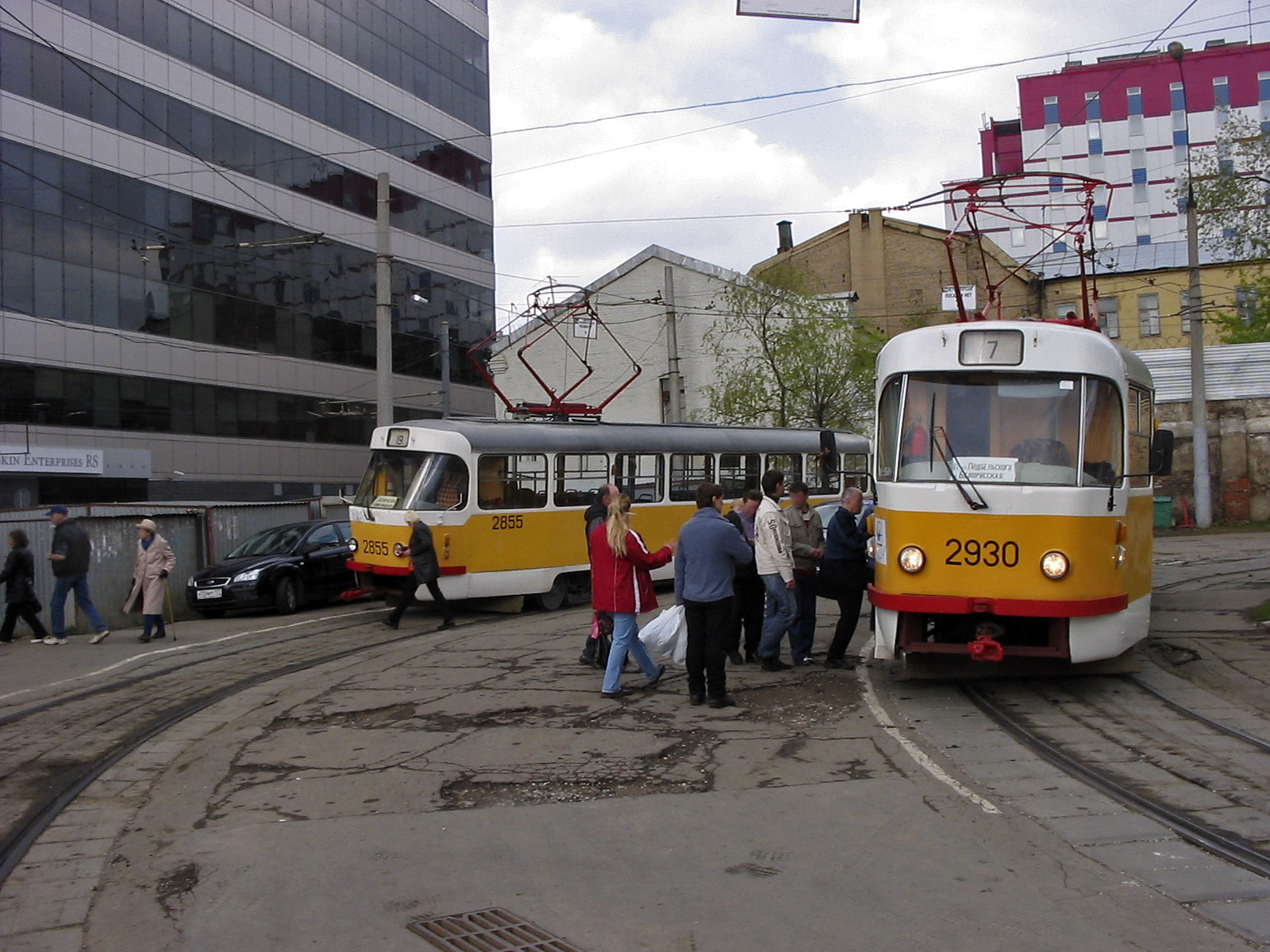
Трамваи на оборотном кольце на Лесной улице (с 2011 года этого кольца не существует)
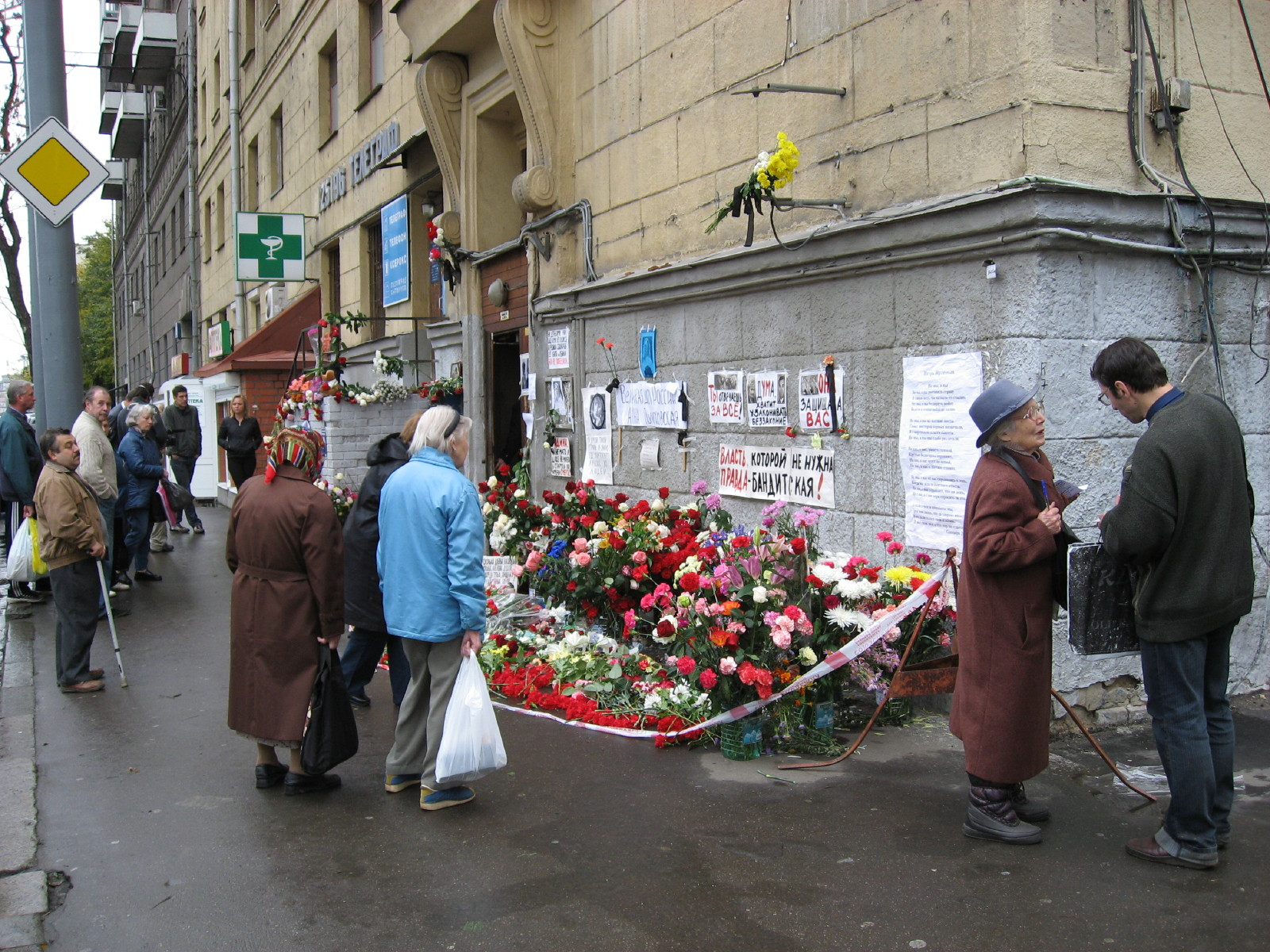
Цветы у подъезда Анны Политковской (Лесная, 8/12)
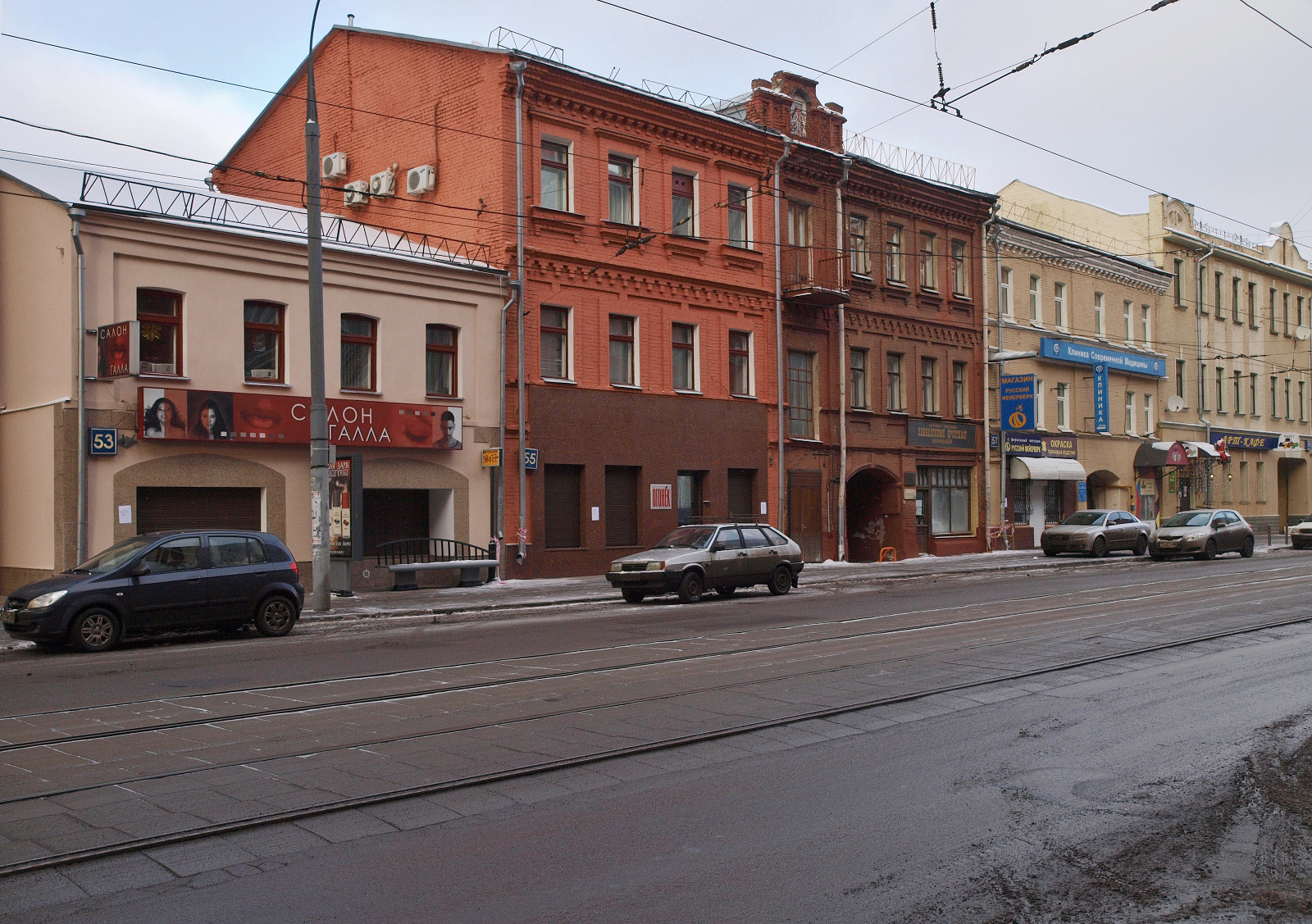
Лесная улица в районе 53—57 домов
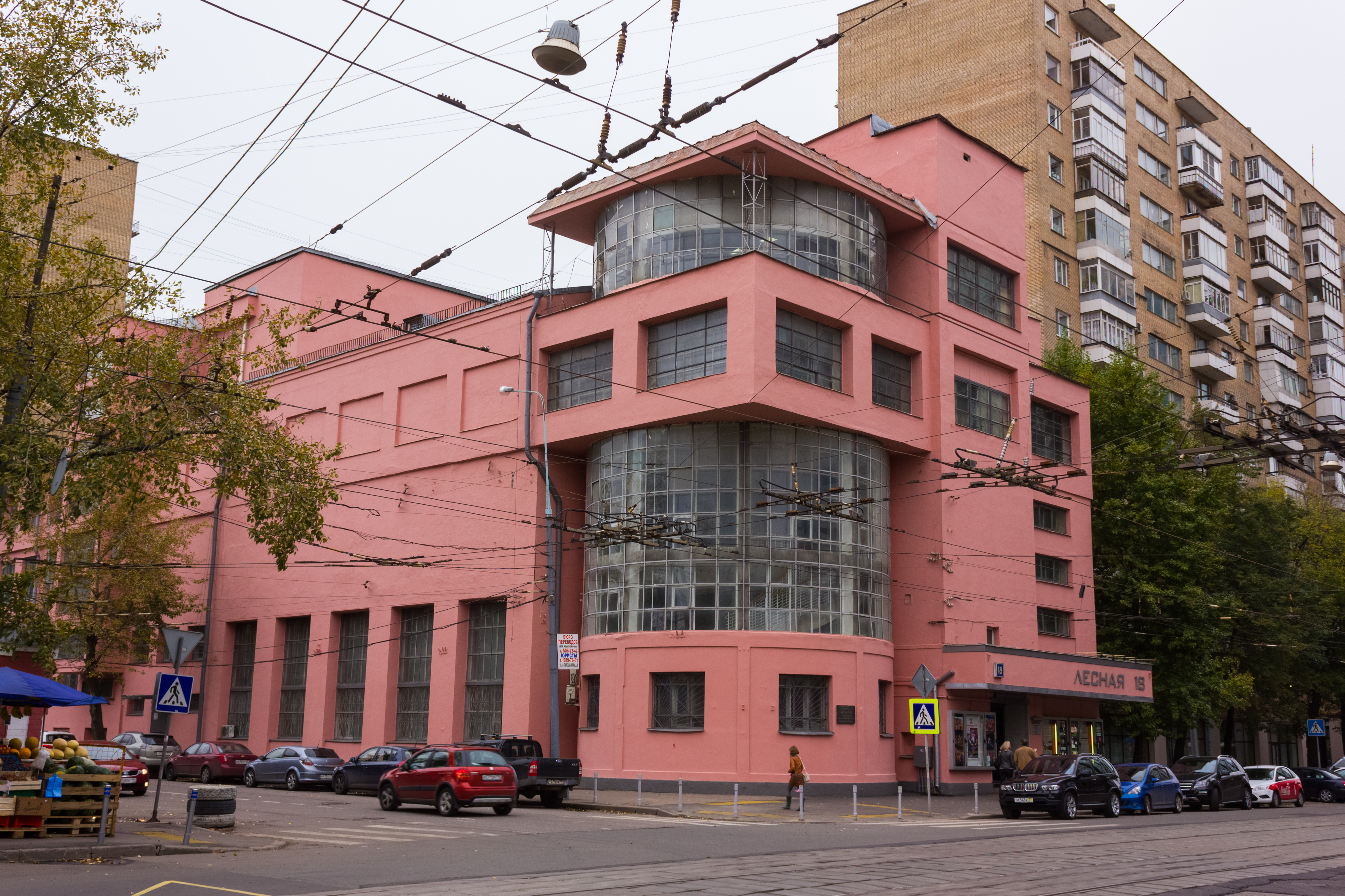
Дом культуры имени Зуева
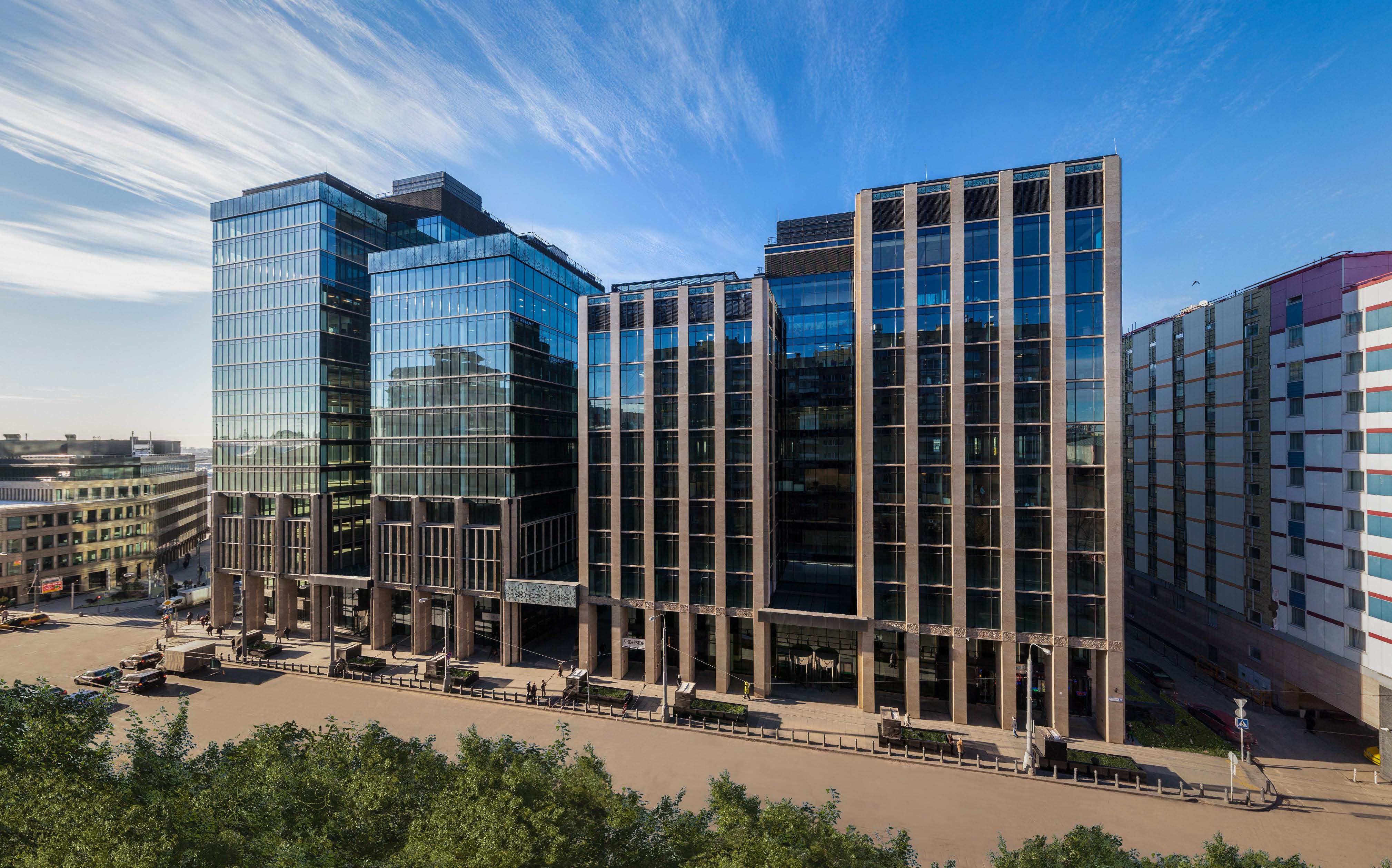
Белые Сады
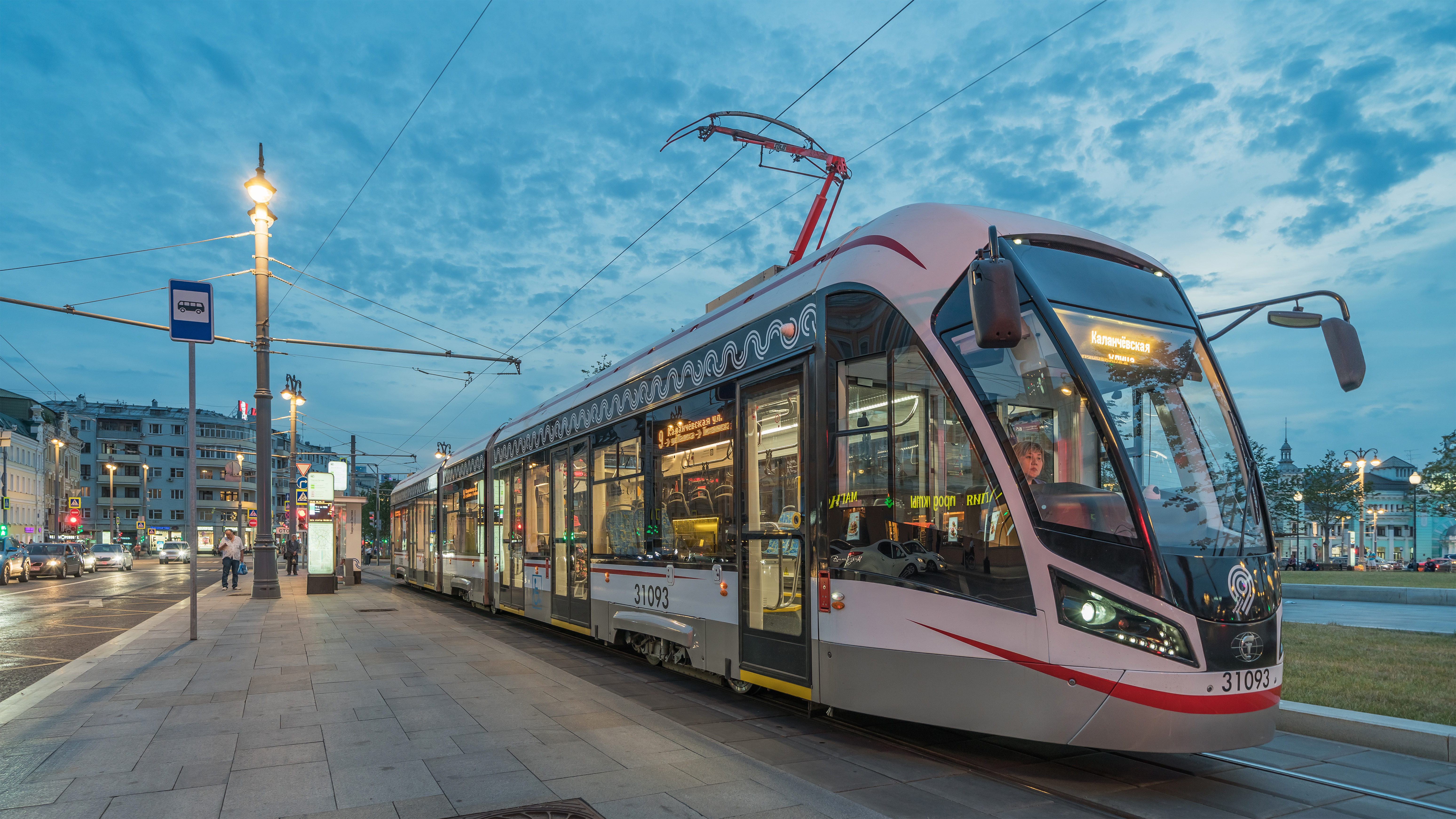
Трамвай на Тверской заставе

## Транспорт
- Метро  Белорусская,  Белорусская,  Новослободская,  Менделеевская (300 м).
- Белорусская.
- По Лесной улице проходила служебная троллейбусная линия в 4-й троллейбусный парк.
- От Новолесной улицы до 2-го Лесного переулка по Лесной улице проходил автобусный маршрут № т56, а от Новолесной улицы до 1-й Тверской-Ямской улицы — автобусный маршрут № т78.
- С 22 сентября 2012 года по улице восстановлено движение трамваев. Для этого вместо упразднённого разворотного кольца был построен оборотный тупик, являвшийся конечной для маршрута № 9. С 9 сентября 2017 года движение трамваев продлено до нового кольца на Тверской заставе, по улице проходят маршруты № 7 и 9.

## Одноимённые улицы на территории Москвы
В непосредственной близости от Лесной улицы находятся названные по ней Лесные переулки (с 1-го по 4-й), Новолесная улица и Новолесной переулок.
Улицы некоторых подмосковных населённых пунктов, позже вошедших в состав Москвы, носили название «Лесная». Их современные названия:
- 1-я Железногорская улица и 1-я Северодонецкая улица — Южное Бутово
- Улица Красных Зорь — город Кунцево (ныне в районе Можайский)
- Норильская улица — Лосиноостровский район

Также улицы с таким именем существуют в населённых пунктах, административно входящих в состав Москвы:
- Лесная улица — посёлок Малино (в составе Зеленограда)
- Лесная улица — посёлок Толстопальцево (Внуково)[11]